# Joachim Ulrich Giese

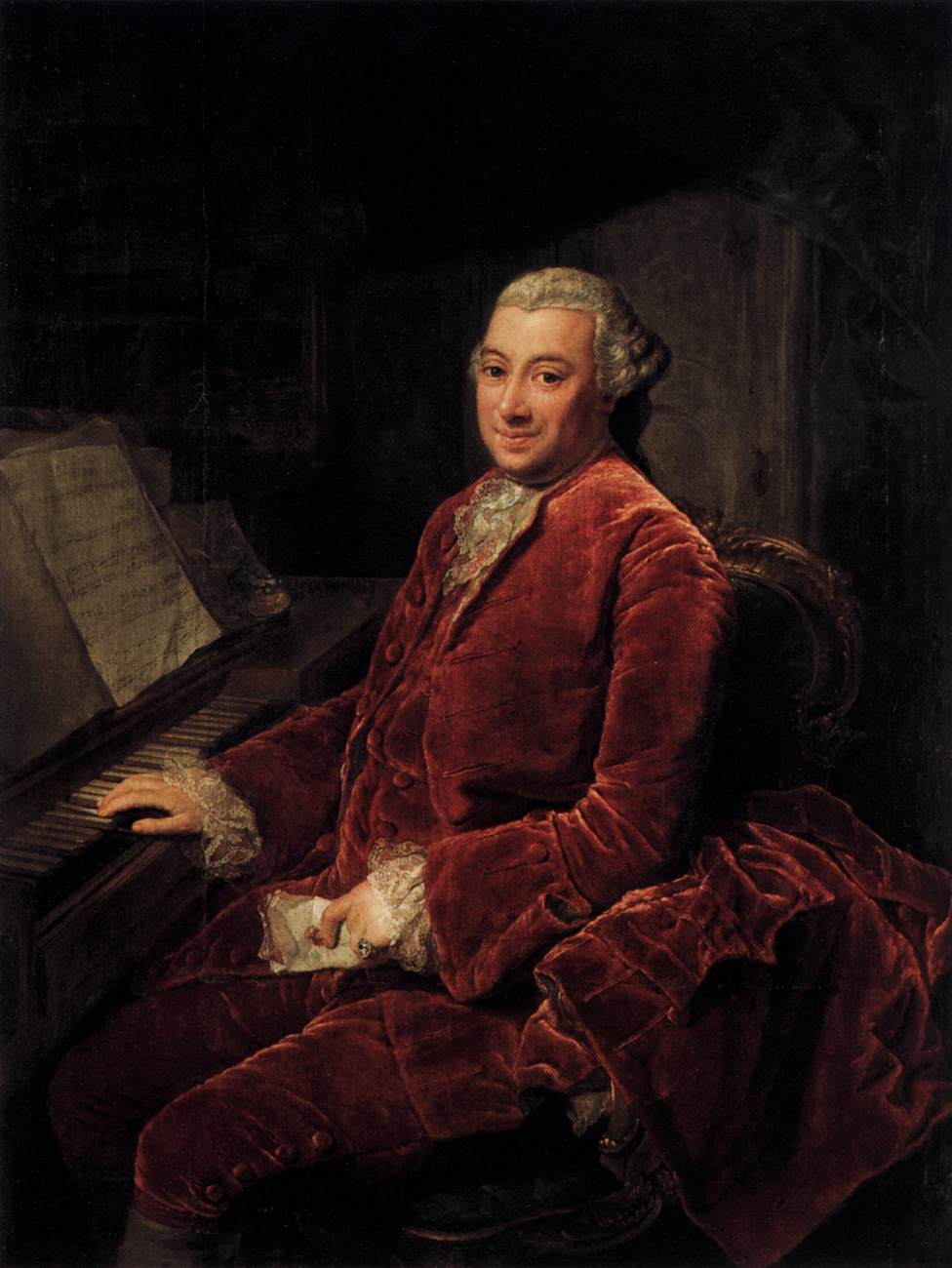
Joachim Ulrich Giese, Ölportrait von Georg David Matthieu

Joachim Ulrich Giese bzw. Joachim Ulrich von Giese (* 6. September 1719 in Stralsund; † 4. März 1780 ebenda) war ein schwedisch-pommerscher Kammerrat, Kaufmann, Bankier und Münzdirektor. Er war Begründer der Stralsunder Fayencemanufaktur.

## Leben
Sein Vater, der Kaufmann Joachim Heinrich Giese, war besonders durch einen vorteilhaften Korn- und Wechselhandel zu erheblichem Wohlstand gelangt.

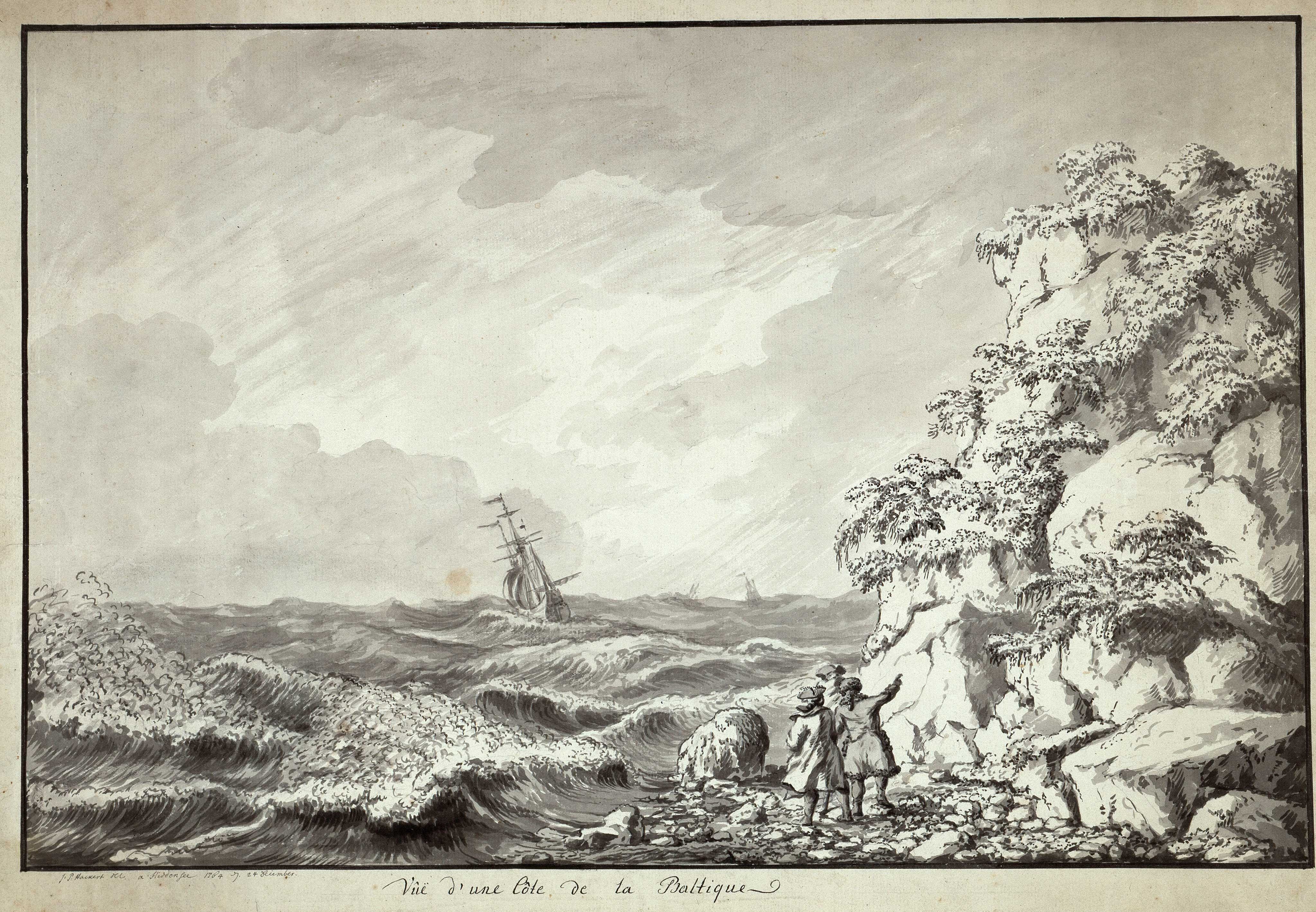
Jakob Philipp Hackert – Auf Hiddensee, 1764

Giese war zunächst vorwiegend als Kaufmann tätig. Nach 1750 überwog jedoch das Bankgeschäft. 1753 erwarb er die Insel Hiddensee, ursprünglich nur, um in den Besitz einer Sommerfrische zu gelangen, entdeckte dort aber hochwertige Tonlager und nutzte diese umgehend zur Gründung einer Fayencemanufaktur.

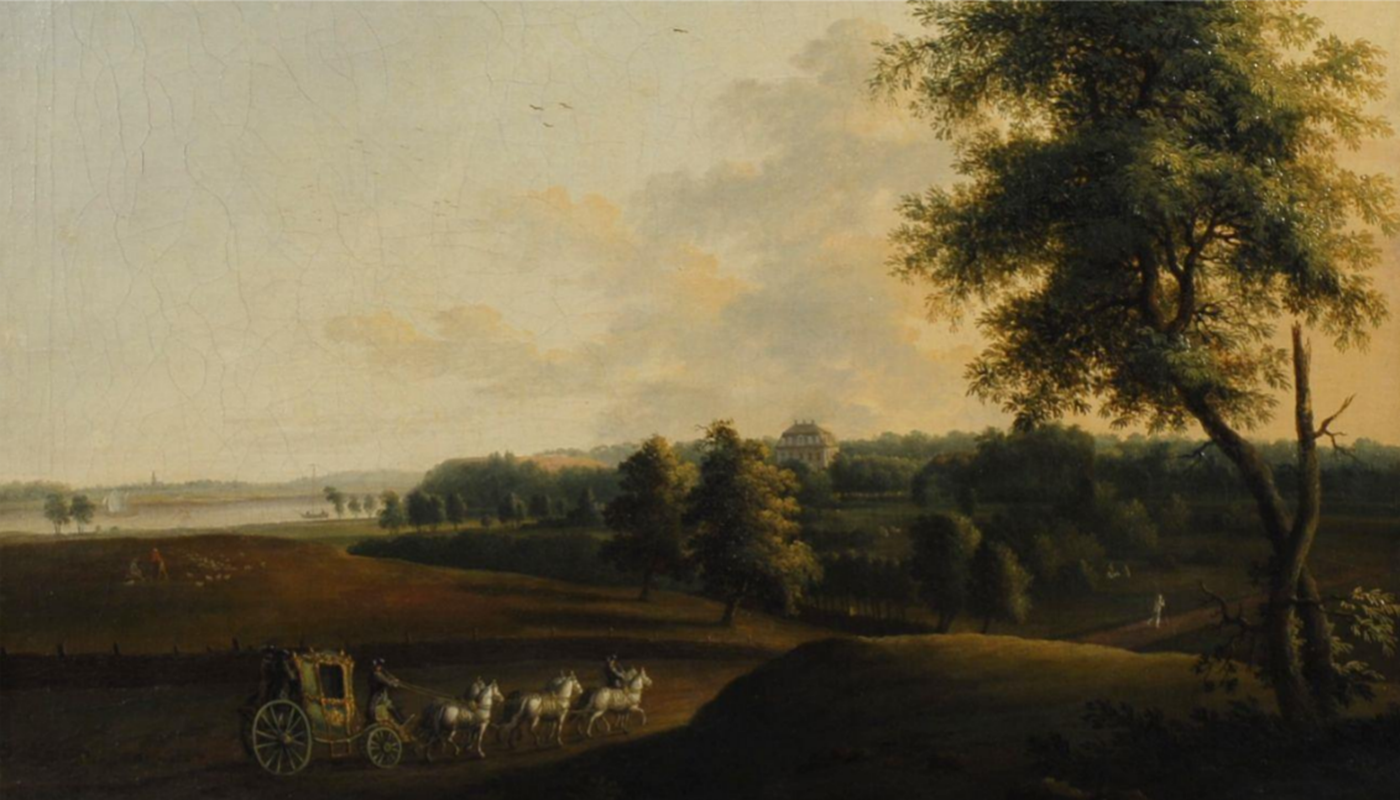
Gut Niederhof mit Gutshaus, Jakob Philipp Hackert, 1762

Zusammen mit Adolf Friedrich von Olthof pachtete er 1757, während des Siebenjährigen Krieges, vom schwedischen Staat die neueingerichtete Stralsunder Münze. Zur Beschaffung von Edelmetall stellten die Münzdirektoren Olthof und Giese mehrere Juden ein, die, obwohl Juden zu dieser Zeit in Schwedisch-Pommern nicht geduldet wurden, eine Aufenthaltsgenehmigung erhielten. Wie Olthof war Giese Mitglied der Stralsunder Freimaurerloge „Zur Eintracht“.
Zwischen 1757 und 1760 erwarb er das Gut Niederhof am Strelasund und war dort Erbherr. Dort ließ er das (1948 abgebrannte) Schloss sowie einen 15 ha großen Park errichten. Ab 1776 gestattete er den Stralsunder Juden unentgeltlich und ohne schriftlichen Kontrakt, im Park Bestattungen vorzunehmen.
Mit dem Kauf eines Gehöfts in Brandshagen aus dem Besitz von Graf Malte Friedrich von Putbus übernahm er 1760 das Kirchenpatronat der Marienkirche. Nach seinem Tod wurde er in Brandshagen bestattet.

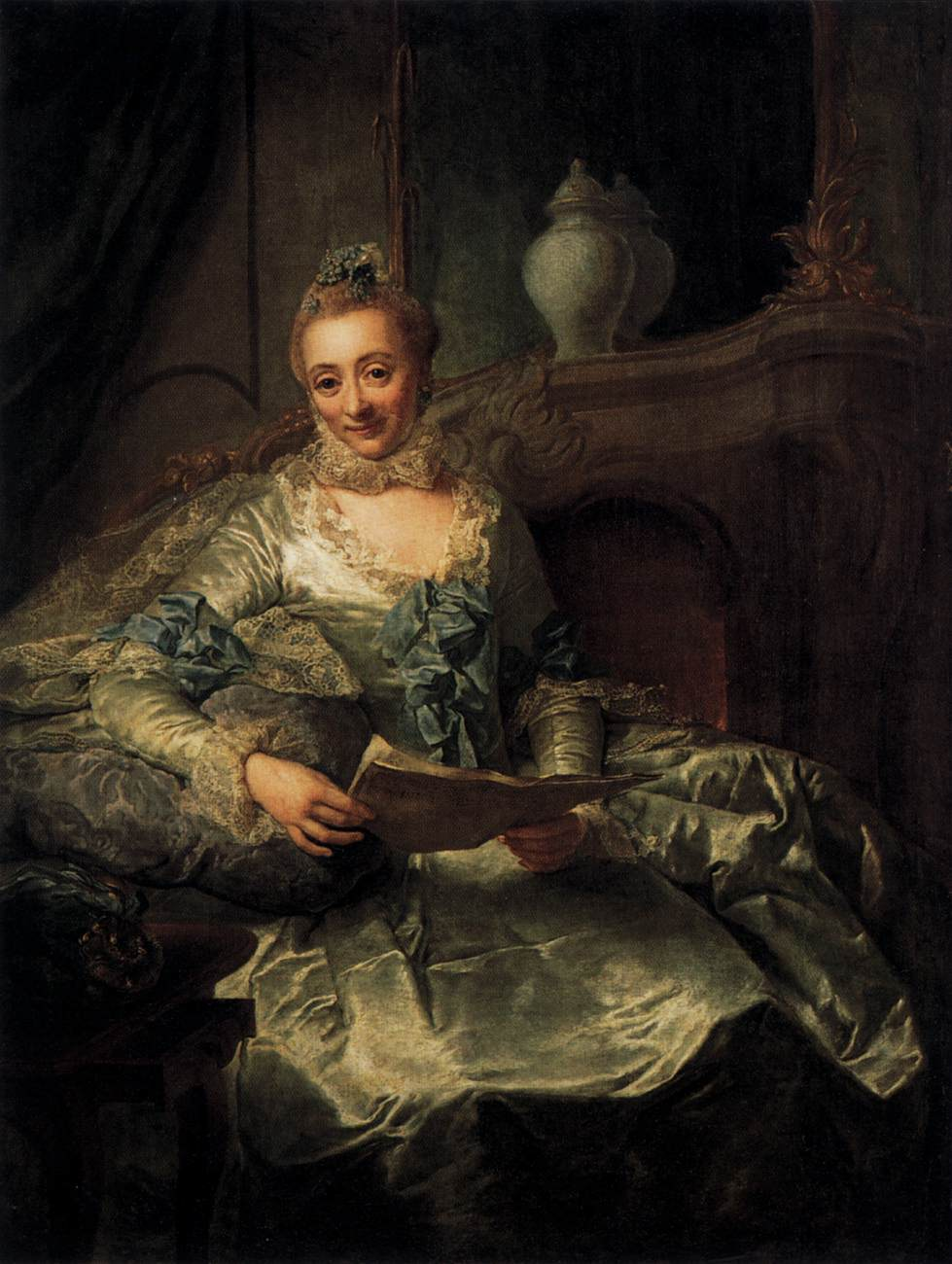
Gieses Ehefrau Sophie Elisabeth, geb. von Schwerin, Ölportrait von Georg David Matthieu

Verheiratet war er seit 1750 mit Sophie Elisabeth von Schwerin (1733–1796), einer Tochter des schwedischen Hauptmanns Christian von Schwerin af Grellenberg (1692–1778), der 1727 zusammen mit seinem Zwillingsbruder Hans in Schweden naturalisiert wurde. Nach Gieses Tod verkaufte seine Witwe die Besitztümer und zog sich auf die Insel Hiddensee zurück. Dort war sie Wohltäterin der Inselbewohner, welche sie „Unsere Mutter“ nannten, während die Stralsunder sie als „Königin von Hiddensee“ bezeichneten. Gieses Tochter Amalie († 1788) heiratete 1787 Gustav Carl von Hagemeister (1754–1800), Erbherr auf Claus- und Solkendorf. Die Insel Hiddensee blieb bis 1800 Eigentum der Familie Giese, obwohl Ulrich Gieses Erben sie schon 1785 in der Stralsunder Zeitung zum Verkauf anboten, zusammen mit der Gerichtsbarkeit, 280 Untertanen, Segelknechten, der Fähre, Gebäuden und dem Vieh. Schließlich überschrieben die Erben Ulrich von Gieses 1786 die Insel auf seinen Sohn Joachim Thurow von Giese. Die Insel samt 167 Leibeigenen und 32 untertänigen Segelknechten kostete den schwedischen Hauptmann Thuro Joachim von Giese 36.000 Reichstaler. Dessen Erben verkauften die Insel für 54.000 Reichstaler.